# Multifoon
De Multifoon was een gecombineerde betaaltelefoon met mogelijkheden tot internet en sms-sen.
Deze telefoons kwamen tussen 2000 en eind 2007 voornamelijk voor op Schiphol.